# Bannatoli
Bannatoli (en népalais : बान्नातोली) est un comité de développement villageois du Népal situé dans le district d'Achham. Au recensement de 2011, il comptait 2 933 habitants.